# Screamin' the Blues
Screamin' the Blues è un album di Oliver Nelson, pubblicato dalla New Jazz Records nel 1960. Il disco fu registrato il 27 maggio 1960 al Van Gelder Studio di Englewood Cliffs, New Jersey (Stati Uniti).

## Tracce
Lato A
1. Screamin' the Blues – 10:59 (Oliver Nelson)
2. March on, March On – 4:59 (Esmond Edwards)
3. The Drive – 5:48 (Oliver Nelson)

Durata totale: 21:46
Lato B
1. The Meetin' – 6:43 (Oliver Nelson)
2. Three Seconds – 6:25 (Oliver Nelson)
3. Alto-Itis – 4:58 (Oliver Nelson)

Durata totale: 18:06

## Musicisti
- Oliver Nelson - sassofono tenore, sassofono alto
- Eric Dolphy - sassofono alto, clarinetto basso, flauto
- Richard Williams - tromba
- Richard Wyands - pianoforte
- George Duvivier - contrabbasso
- Roy Haynes - batteria